# Los Santos (Santander)
Pour les articles homonymes, voir Los Santos.
Los Santos est une ville colombienne du département de Santander. La ville est située sur le plateau de la mesa de los santos dans une zone hautement sismique.

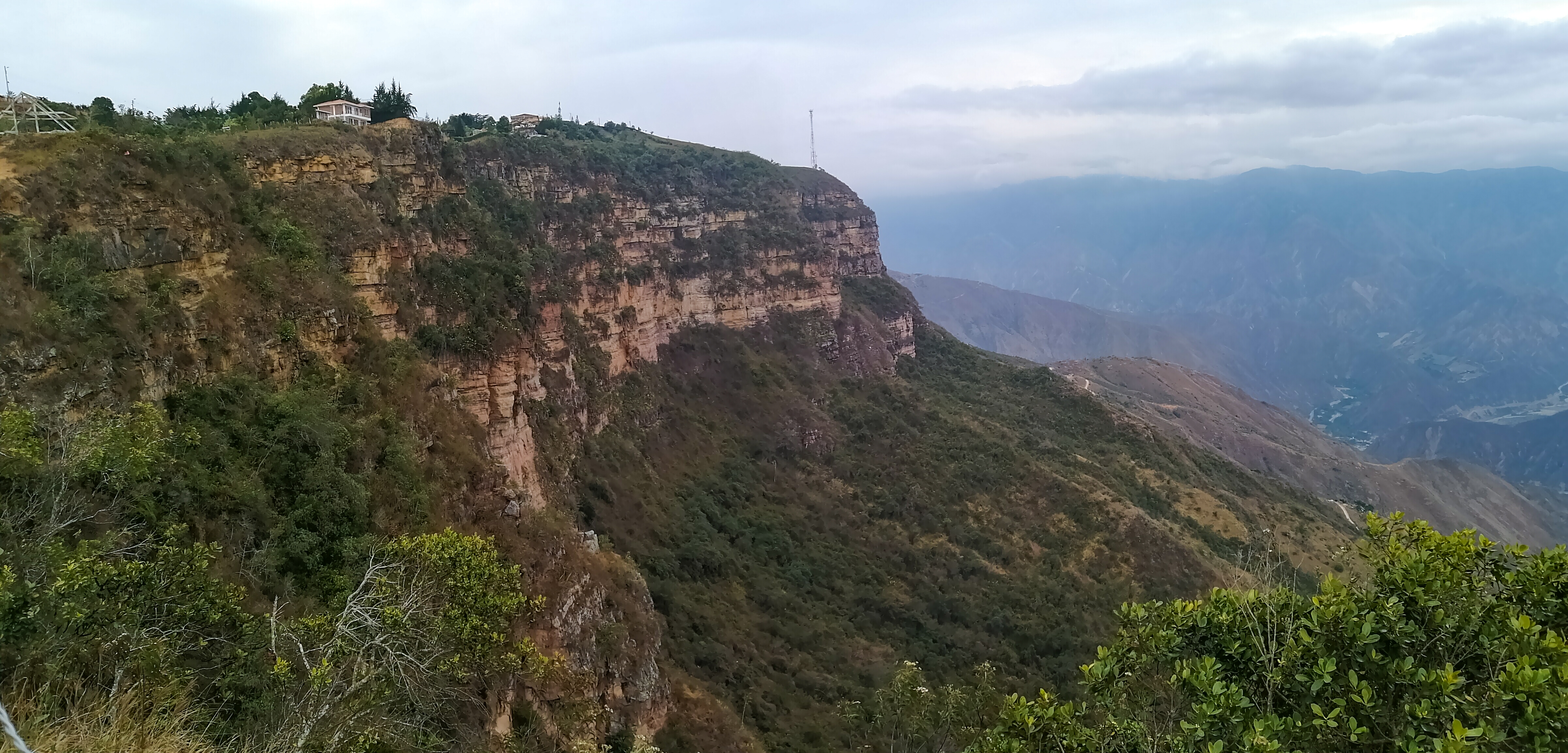
Mesa de los Santos